# Thomas Grey (2e comte de Stamford)
Thomas Grey, 2e comte de Stamford, (vers 1654 - 31 janvier 1720) est un pair et un homme politique britannique.

## Biographie
Il est le fils unique de Thomas Grey (Lord Grey de Groby) (en), et hérite de son titre de son grand-père. Sa mère Dorothy Bourchier, est la fille d'Edward Bourchier (4e comte de Bath).
Il prend part à la résistance aux actions arbitraires de Jacques II et est arrêté en juillet 1685. Après sa libération, il prend les armes pour le compte de Guillaume III d'Orange-Nassau lors de la Glorieuse Révolution. Après son accession au trône, il est nommé conseiller privé (1694) et Lord Lieutenant du Devon (1696). Politiquement, il est décrit comme un " Whig impénitent", qui réaffirme sa conviction du Complot papiste en votant contre la motion visant à inverser la sanction de William Howard (1er vicomte Stafford).
En 1697, il devient Chancelier du duché de Lancastre et, en 1699, président du Board of Trade, et est démis de ses fonctions lors de l'accession d'Anne en 1702. De 1707 à 1711, il redevient président de la chambre de commerce.
À sa mort sans enfants, ses titres et son domaine du Leicestershire à Bradgate Park sont transmis à son cousin germain Harry Grey (3e comte de Stamford) (1685-1739), petit-fils du premier comte, dont descendent les derniers comtes.